# 636 (tal)
636 är det naturliga heltal som följer 635 och följs av 637.

## Matematiska egenskaper
- 636 är ett jämnt tal.
- 636 är ett sammansatt tal.
- 636 är ett palindromtal i det decimala talsystemet.

## Inom vetenskapen
- 636 Erika, en asteroid.